# Grêmio Esportivo Comercial
O Grêmio Esportivo Comercial foi um clube brasileiro de futebol da cidade de Joaçaba, Santa Catarina. Atualmente está desativado do futebol profissional, promovendo apenas atividades como clube particular. O Comercial foi vice-campeão catarinense de futebol em 1966, perdendo a final para o Perdigão de cidade de Videira.